# Elezioni parlamentari in Germania Est del 1963
Le elezioni parlamentari in Germania Est del 1963 si tennero il 20 ottobre. Originariamente, si sarebbero dovute tenere nell'ottobre 1962, ma poi furono posticipate. L'affluenza fu del 99,25% e il 99,95% dei votanti approvò le candidature del Fronte Nazionale. Le schede nulle furono lo 0,04%.

## Sistema elettorale
I candidati per la Camera del popolo furono selezionati 30-40 giorni prima delle elezioni dai partiti e dalle organizzazioni di massa, che potevano presentare le loro proposte in una lista unita del Fronte Nazionale. Gli elettori potevano proporre cambiamenti nelle liste fino a cinque giorni prima delle elezioni.
C'erano 67 circoscrizioni, e ciascuna doveva scegliere da 4 a 8 deputati, a seconda della sua popolazione. Le elezioni avvenivano in forma plebiscitaria: per essere eletto, il candidato doveva ottenere più della metà dei voti validi nella propria circoscrizione. Se in una circoscrizione un numero insufficiente di candidati avesse ottenuto la maggioranza richiesta per occupare tutti i seggi, si sarebbe tenuto un secondo turno entro 90 giorni. Se invece avessero superato questa soglia più candidati del numero di seggi della regione, i deputati sarebbero stati scelti in base all'ordine all'interno della lista. I candidati eletti che non ricevevano seggi avevano il compito di sostituire i deputati della Camera del popolo in loro assenza.

## Risultati

Distribuzione dei seggi

| Partito                | Voti       | %     |
| ---------------------- | ---------- | ----- |
| Fronte Nazionale       |            | 99,95 |
| Voti contrari          |            | 0,05  |
| Schede bianche/nulle   |            | 0,05  |
| Totale                 | 11 533 859 | 100   |
| Elettorato/affluenza   | 11 621 158 | 99,25 |
| Fonte: Nohlen & Stöver |            |       |

### Ripartizione dei seggi
| Partito | Partito                                       | Seggi |
| ------- | --------------------------------------------- | ----- |
|         | Partito Socialista Unificato di Germania      | 110   |
|         | Federazione Tedesca dei Sindacati Liberi      | 60    |
|         | Unione Cristiano Democratica di Germania      | 45    |
|         | Partito Liberal-Democratico di Germania       | 45    |
|         | Partito Democratico dei Contadini di Germania | 45    |
|         | Partito Nazional-Democratico di Germania      | 45    |
|         | Libera Gioventù Tedesca                       | 35    |
|         | Alleanza Democratica delle Donne di Germania  | 30    |
|         | Associazione Culturale della RDT              | 19    |
| Totale  | Totale                                        | 434   |